# Микитамяэ (волость)
Ми́китамяэ (эст. Mikitamäe ) — бывшая волость в Эстонии в составе уезда Пылвамаа.

## Географическое положение
Расположена в исторической области Сетумаа и после реформы вошла в состав новой волости Сетомаа. Площадь волости составляла 104 км², численность населения на  1 января 2009 года — 998 человек. Административным центром волости была деревня Микитамяэ. Всего в состав волости входили 18 деревень.

## История
По состоянию на 1914 год в Псковском уезде Псковской губернии существовала Слободская волость с центром в селе Верхоустье или Верхоустьинское — современном селе Вярска — на территории современных волостей Вярска и Микитамяэ уезда Пылвамаа Эстонии, а также Кулейской и Круппской волостей Печорского района Псковской области РФ.